# S.O.S. Dzieciom!
S.O.S. Dzieciom! – telenowela dokumentalna Atheny Sawidis i Grzegorza Siedleckiego. Ideą programu jest pomoc dzieciom i rodzinom znajdującym się w trudnej sytuacji materialnej. Emitowany jest od 16 kwietnia 2007 roku w TVP2 i stanowi następcę serialu Kochaj mnie. 
Patronem serialu jest Caritas Polska. W czołówce programu usłyszeć można piosenkę "Powiedz, czy jest raj" wykonywaną przez Grzegorza Markowskiego.